# Prêmio Cinematográfico de Hong Kong para Melhor Filme
O Prêmio Cinematográfico de Hong Kong para Melhor Filme é uma premiação anual de Hong Kong apresentado para os filmesconsiderados os melhores do ano.

## História
A premiação foi estabelecida na 1.ª Cerimônia Anual dos Prêmios Cinematográficos de Hong Kong (1982) e o primeiro vencedor e o único participante nesta categoria foi o filme Father and Son, um filme dirigido por Allen Fong. Desde a 2.ª Cerimônia Anual dos Prêmios Cinematográficos de Hong Kong (1983), teve 5, às vezes 6, nomeações para a categoria de Melhor Filme da qual um filme é escolhido como vencedor do Prêmio Cinematográfico de Hong Kong para Melhor Filme. O recente detentor do prêmio foi o filme Trivisa dirigido por Johnnie To e Yau Nai-hoi, o qual foi honrado pelo prêmio na 36.ª Cerimônia Anual dos Prêmios Cinematográficos de Hong Kong (2017).

## Vencedores e nomeados
| Ano         | Filme                                              | Produtor(es)                                                                     | Empresas de Produção | Notas  |
| ----------- | -------------------------------------------------- | -------------------------------------------------------------------------------- | --- | ------ |
| 1982 (1.ª)  | Father and Son                                     |                                                                                  | | [ 1 ]  |
| 1983 (2.ª)  | Boat People                                        | Ann Hui                                                                          | | [ 2 ]  |
| 1983 (2.ª)  | Lonely Fifteen                                     |                                                                                  | | [ 2 ]  |
| 1983 (2.ª)  | The Prodigal Son                                   |                                                                                  | | [ 2 ]  |
| 1983 (2.ª)  | Coolie Killer                                      |                                                                                  | | [ 2 ]  |
| 1983 (2.ª)  | Nomad                                              |                                                                                  | | [ 2 ]  |
| 1984 (3.ª)  | Ah Ying                                            |                                                                                  | | [ 3 ]  |
| 1984 (3.ª)  | Burning of the Imperial Palace                     |                                                                                  | | [ 3 ]  |
| 1984 (3.ª)  | The Dead and the Deadly                            |                                                                                  | | [ 3 ]  |
| 1984 (3.ª)  | Zu Warriors from the Magic Mountain                |                                                                                  | | [ 3 ]  |
| 1984 (3.ª)  | Health Warning                                     |                                                                                  | | [ 3 ]  |
| 1985 (4.ª)  | Homecoming                                         |                                                                                  | | [ 4 ]  |
| 1985 (4.ª)  | Shanghai Blues                                     |                                                                                  | | [ 4 ]  |
| 1985 (4.ª)  | Long Arm of the Law                                |                                                                                  | | [ 4 ]  |
| 1985 (4.ª)  | Hong Kong 1941                                     |                                                                                  | | [ 4 ]  |
| 1986 (5.ª)  | Police Story                                       |                                                                                  | | [ 5 ]  |
| 1986 (5.ª)  | Illegal Immigrant                                  |                                                                                  | | [ 5 ]  |
| 1986 (5.ª)  | Mr. Vampire                                        |                                                                                  | | [ 5 ]  |
| 1986 (5.ª)  | Women                                              |                                                                                  | | [ 5 ]  |
| 1987 (6.ª)  | A Better Tomorrow                                  |                                                                                  | | [ 6 ]  |
| 1987 (6.ª)  | Brotherhood                                        |                                                                                  | | [ 6 ]  |
| 1987 (6.ª)  | Just Like Weather                                  |                                                                                  | | [ 6 ]  |
| 1987 (6.ª)  | The Lunatics                                       |                                                                                  | | [ 6 ]  |
| 1987 (6.ª)  | The Last Emperor                                   |                                                                                  | | [ 6 ]  |
| 1987 (6.ª)  | Love Unto Waste                                    |                                                                                  | | [ 6 ]  |
| 1988 (7.ª)  | An Autumn's Tale                                   |                                                                                  | | [ 7 ]  |
| 1988 (7.ª)  | A Chinese Ghost Story                              |                                                                                  | | [ 7 ]  |
| 1988 (7.ª)  | City on Fire                                       |                                                                                  | | [ 7 ]  |
| 1988 (7.ª)  | Tin Po San                                         |                                                                                  | | [ 7 ]  |
| 1988 (7.ª)  | The Romance of Book & Sword                        | Ann Hui                                                                          | | [ 7 ]  |
| 1988 (7.ª)  | Final Victory                                      |                                                                                  | | [ 7 ]  |
| 1989 (8.ª)  | Rouge                                              |                                                                                  | | [ 8 ]  |
| 1989 (8.ª)  | Gangs                                              |                                                                                  | | [ 8 ]  |
| 1989 (8.ª)  | Painted Faces                                      |                                                                                  | | [ 8 ]  |
| 1989 (8.ª)  | As Tears Go By                                     |                                                                                  | | [ 8 ]  |
| 1989 (8.ª)  | Chicken and Duck Talk                              |                                                                                  | | [ 8 ]  |
| 1990 (9.ª)  | Beyond the Sunset                                  |                                                                                  | | [ 9 ]  |
| 1990 (9.ª)  | All About Ah-Long                                  |                                                                                  | | [ 9 ]  |
| 1990 (9.ª)  | The Killer                                         |                                                                                  | | [ 9 ]  |
| 1990 (9.ª)  | A Fishy Story                                      |                                                                                  | | [ 9 ]  |
| 1990 (9.ª)  | Eight Taels of Gold                                |                                                                                  | | [ 9 ]  |
| 1991 (10.ª) | Days of Being Wild                                 | Wong Kar-wai                                                                     | | [ 10 ] |
| 1991 (10.ª) | The Terracotta Warrior                             |                                                                                  | | [ 10 ] |
| 1991 (10.ª) | Song of the Exile                                  | Ann Hui                                                                          | | [ 10 ] |
| 1991 (10.ª) | Red Dust                                           |                                                                                  | | [ 10 ] |
| 1991 (10.ª) | 'Farewell China                                    |                                                                                  | | [ 10 ] |
| 1992 (11.ª) | To Be Number One                                   |                                                                                  | | [ 11 ] |
| 1992 (11.ª) | Once a Thief                                       |                                                                                  | | [ 11 ] |
| 1992 (11.ª) | This Thing Called Love                             |                                                                                  | | [ 11 ] |
| 1992 (11.ª) | Lee Rock                                           |                                                                                  | | [ 11 ] |
| 1992 (11.ª) | Once Upon a Time in China                          |                                                                                  | | [ 11 ] |
| 1993 (12.ª) | Cageman                                            |                                                                                  | | [ 12 ] |
| 1993 (12.ª) | 92 Legendary La Rose Noire                         |                                                                                  | | [ 12 ] |
| 1993 (12.ª) | King of Beggars                                    |                                                                                  | | [ 12 ] |
| 1993 (12.ª) | Once Upon a Time in China II                       |                                                                                  | | [ 12 ] |
| 1993 (12.ª) | Center Stage                                       |                                                                                  | | [ 12 ] |
| 1994 (13.ª) | C'est la vie, mon chéri                            |                                                                                  | | [ 13 ] |
| 1994 (13.ª) | Crime Story                                        |                                                                                  | | [ 13 ] |
| 1994 (13.ª) | Always on My Mind                                  |                                                                                  | | [ 13 ] |
| 1994 (13.ª) | Tom, Dick and Hairy                                |                                                                                  | | [ 13 ] |
| 1994 (13.ª) | Temptation of a Monk                               |                                                                                  | | [ 13 ] |
| 1995 (14.ª) | Chungking Express                                  | Wong Kar-wai                                                                     | | [ 14 ] |
| 1995 (14.ª) | Ashes of Time                                      | Wong Kar-wai                                                                     | | [ 14 ] |
| 1995 (14.ª) | He's a Woman, She's a Man                          |                                                                                  | | [ 14 ] |
| 1995 (14.ª) | I Have a Date with Spring                          |                                                                                  | | [ 14 ] |
| 1995 (14.ª) | The Final Option                                   |                                                                                  | | [ 14 ] |
| 1996 (15.ª) | Summer Snow                                        | Ann Hui                                                                          | | [ 15 ] |
| 1996 (15.ª) | Full Throttle                                      |                                                                                  | | [ 15 ] |
| 1996 (15.ª) | Fallen Angels                                      | Wong Kar-wai                                                                     | | [ 15 ] |
| 1996 (15.ª) | The Day the Sun Turned Cold                        |                                                                                  | | [ 15 ] |
| 1996 (15.ª) | Rumble in the Bronx                                |                                                                                  | | [ 15 ] |
| 1997 (16.ª) | Tian mi mi                                         | Peter Chan                                                                       | | [ 16 ] |
| 1997 (16.ª) | Police Story 4: First Strike                       |                                                                                  | | [ 16 ] |
| 1997 (16.ª) | Viva Erotica                                       |                                                                                  | | [ 16 ] |
| 1997 (16.ª) | Hu Du Men                                          |                                                                                  | | [ 16 ] |
| 1997 (16.ª) | Big Bullet                                         |                                                                                  | | [ 16 ] |
| 1998 (17.ª) | Made in Hong Kong                                  |                                                                                  | | [ 17 ] |
| 1998 (17.ª) | Happy Together                                     | Wong Kar-wai                                                                     | | [ 17 ] |
| 1998 (17.ª) | Full Alert                                         |                                                                                  | | [ 17 ] |
| 1998 (17.ª) | The Soong Sisters                                  |                                                                                  | | [ 17 ] |
| 1998 (17.ª) | Lifeline                                           |                                                                                  | | [ 17 ] |
| 1999 (18.ª) | Beast Cops                                         |                                                                                  | | [ 18 ] |
| 1999 (18.ª) | Who Am I?                                          |                                                                                  | | [ 18 ] |
| 1999 (18.ª) | The Longest Summer                                 |                                                                                  | | [ 18 ] |
| 1999 (18.ª) | City of Glass                                      |                                                                                  | | [ 18 ] |
| 1999 (18.ª) | The Storm Riders                                   |                                                                                  | | [ 18 ] |
| 2000 (19.ª) | Ordinary Heroes                                    | Ann Hui                                                                          | Class Limited | [ 19 ] |
| 2000 (19.ª) | Little Cheung                                      | Doris Yang & Makoto Ueda                                                         | Nicetop Independent Ltd & NHK Japan Broadcasting Corporation | [ 19 ] |
| 2000 (19.ª) | The Mission                                        | Johnnie To                                                                       | Milkyway Image (HK) Ltd. | [ 19 ] |
| 2000 (19.ª) | Fly Me to Polaris                                  | David Chan                                                                       | GH Pictures (China) Ltd, Deltamac Company Limited & Sil-Metropole Organisation Limited | [ 19 ] |
| 2000 (19.ª) | Running Out of Time                                | Johnnie To                                                                       | Win's Entertainment Ltd | [ 19 ] |
| 2001 (20.ª) | Crouching Tiger, Hidden Dragon                     | Bill Kong, Hsu Li Kong & Ang Lee                                                 | Columbia Pictures Film Production Asia & Good Machine International | [ 20 ] |
| 2001 (20.ª) | In the Mood for Love                               | Wong Kar-wai                                                                     | Block 2 Pictures Inc & Paradis Film | [ 20 ] |
| 2001 (20.ª) | Durian, Durian                                     | Doris Yang                                                                       | Nicetop Independent Ltd | [ 20 ] |
| 2001 (20.ª) | Needing You...                                     | Johnnie To & Wai Ka-Fai                                                          | One Hundred Years of Film Co Ltd | [ 20 ] |
| 2001 (20.ª) | Jiang hu: The Triad Zone                           | Chan Hing Kai & Amy Chin                                                         | One Hundred Years of Film Co Ltd | [ 20 ] |
| 2002 (21.ª) | Shaolin Soccer                                     | Yeung Kwok Fai                                                                   | The Star Overseas Ltd & Universe Entertainment Ltd | [ 21 ] |
| 2002 (21.ª) | July Rhapsody                                      | Ann Hui, Derek Yee                                                               | Filmko Pictures Ltd | [ 21 ] |
| 2002 (21.ª) | Lan Yu                                             | Zhang Yong Ning, Kwan Siu Wai                                                    | Omico International Management Co Ltd | [ 21 ] |
| 2002 (21.ª) | Love on a Diet                                     | Johnnie To & Wai Ka-Fai                                                          | One Hundred Years of Film Co Ltd | [ 21 ] |
| 2002 (21.ª) | Beijing Rocks                                      | John Chong, Solon So, Alex Law                                                   | Media Asia Films (BVI) Ltd | [ 21 ] |
| 2003 (22.ª) | Infernal Affairs                                   | Andrew Lau                                                                       | Media Asia Films Ltd | [ 22 ] |
| 2003 (22.ª) | Golden Chicken                                     | Peter Chan & Jo Jo Hui                                                           | Applause Pictures & Panorama Entertainment | [ 22 ] |
| 2003 (22.ª) | Three                                              | Jo Jo Hui                                                                        | Applause Pictures | [ 22 ] |
| 2003 (22.ª) | Hollywood Hong Kong                                | Fruit Chan, Doris Yang, Kei Haruna & Sylvain Bursztejn                           | Nicetop Independent Ltd | [ 22 ] |
| 2003 (22.ª) | Hero                                               | Zang Yimou, Bill Kong                                                            | Elite Group Enterprises Inc. | [ 22 ] |
| 2004 (23.ª) | Running on Karma                                   | Johnnie To & Wai Ka-Fai                                                          | One Hundred Years of Film Co Ltd | [ 23 ] |
| 2004 (23.ª) | PTU                                                | Johnnie To                                                                       | Mei Ah Production Co Ltd | [ 23 ] |
| 2004 (23.ª) | Lost in Time                                       | Henri Fong Ping                                                                  | One Hundred Years of Film Co Ltd & Sil-Metropole Organisation Ltd | [ 23 ] |
| 2004 (23.ª) | Infernal Affairs II                                | Andrew Lau                                                                       | Media Asia Films Ltd, Raintree Pictures Pte Ltd & Eastern Dragon Film Co Ltd | [ 23 ] |
| 2004 (23.ª) | Infernal Affairs III                               | Andrew Lau & Gao Feng Jun                                                        | Media Asia Films Ltd, Tianjin Film Studio, Eastern Dragon Film Co Ltd & CMC Group | [ 23 ] |
| 2005 (24.ª) | Kung Fu Hustle                                     | Stephen Chow, Chui Po Chu, Jeffrey Lau, Han San Ping & Wang Zhong Lei            | Columbia Pictures Film Production Asia Ltd, Beijing Film Studio of China Film Group Corporation & Huayi Brothers & Taihe Film Investment Co Ltd | [ 24 ] |
| 2005 (24.ª) | 2046                                               | Wong Kar-wai                                                                     | Block 2 Pictures, Paradis Films, Classic SRL, Orly Films & Shanghai Film Group Corporation | [ 24 ] |
| 2005 (24.ª) | One Nite in Mongkok                                | Henri Fong Ping                                                                  | Universe Entertainment Ltd & Sil-Metropole Organisation Ltd | [ 24 ] |
| 2005 (24.ª) | New Police Story                                   | Willie Chan, Solon So, Benny Chan Muk-Sing & Barbie Tung                         | JCE Movies Ltd & China Film Group Corporation | [ 24 ] |
| 2005 (24.ª) | Breaking News                                      | Johnnie To & Cao Biao                                                            | Media Asia Films Ltd & China Film Group Corporation | [ 24 ] |
| 2006 (25.ª) | Election                                           | Johnnie To, Dennis Law Sau-Yiu                                                   | Milkyway Image (HK) Ltd & One Hundred Years Of Film Co Ltd | [ 25 ] |
| 2006 (25.ª) | The Myth                                           | Willie Chan Chee Kheong, Solon So Che Hung & Barbie Tung Wun Sze                 | JCE Movies Ltd & China Film Group Corporation | [ 25 ] |
| 2006 (25.ª) | Initial D                                          | Andrew Lau                                                                       | Media Asia Films Ltd & Sil-Metropole Organisation Ltd | [ 25 ] |
| 2006 (25.ª) | Perhaps Love                                       | Peter Chan & Andre Morgan                                                        | Astro-Shaw, Television Broadcasts Ltd & Stellar Megamedia Group Ltd | [ 25 ] |
| 2006 (25.ª) | Seven Swords                                       | Tsui Hark, Lee Joo Ick, Ma Zhong Jun & Pan Zhizhong                              | Beijing Ciwen Film & TV Production Co Ltd, Boram Entertainment Inc, City Glory Pictures Ltd | [ 25 ] |
| 2007 (26.ª) | After This Our Exile                               | Chiu Li Kuang                                                                    | Vision Film Workshop, Black & White Films Ltd | [ 26 ] |
| 2007 (26.ª) | Fearless                                           | Bill Kong, Ronny Yu, Jet Li, Yang Buting                                         | Hero China International Ltd & China Film Group Corporation Beijing Film Studio | [ 26 ] |
| 2007 (26.ª) | Election 2                                         | Johnnie To, Dennis Law Sau-Yiu                                                   | One Hundred Years Of Film Co Ltd & Milkyway Image (HK) Ltd | [ 26 ] |
| 2007 (26.ª) | Exiled                                             | Johnnie To                                                                       | Media Asia Films Ltd | [ 26 ] |
| 2007 (26.ª) | Curse of the Golden Flower                         | Bill Kong, Zhang Weiping                                                         | Film Partner International Inc, Edko Films Ltd & Beijing New Picture Film Co Ltd | [ 26 ] |
| 2008 (27.ª) | The Warlords                                       | Peter Chan, Andre Morgan, Huang Jian Xin                                         | Media Asia Films Ltd, Morgan & Chan Films Ltd & China Film Group Corporation | [ 27 ] |
| 2008 (27.ª) | The Postmodern Life of My Aunt                     | Yuan Mei, Yu Dong & Cui Yong                                                     | Class Ltd, Cheerland Entertainment Organization & Beijing Polybona Film Distribution Co Ltd | [ 27 ] |
| 2008 (27.ª) | Eye in the Sky                                     | Johnnie To, Tsui Siu Ming                                                        | Sundream Motion Pictures Ltd | [ 27 ] |
| 2008 (27.ª) | Mad Detective                                      | Johnnie To & Wai Ka-Fai                                                          | One Hundred Years Of Films Co Ltd | [ 27 ] |
| 2008 (27.ª) | Protégé                                            | Peter Chan                                                                       | Artforce International Ltd, MediaCorp Raintree Pictures, Global Entertainment Group (Asia) Ltd, China Film Group Corporation & Polybona Film Distribution Co Ltd | [ 27 ] |
| 2009 (28.ª) | Ip Man                                             | Raymond Wong                                                                     | Mandarin Films Distribution Co Ltd | [ 28 ] |
| 2009 (28.ª) | CJ7                                                | Stephen Chow, Chui Po Chu, Han San Ping, Vincent Kok, Shi Dong Ming, Connie Wong | Columbia Pictures Film Production Asia Ltd, Star Overseas,Beijing Film Studio of China Film Group Corporation | [ 28 ] |
| 2009 (28.ª) | Red Cliff                                          | John Woo, Terence Chang                                                          | China Film Group Corporation, Avex Entertainment Inc., CMC Entertainment, Showbox, Lion Rock Productions, Chengtian Entertainment International Holdings Ltd | [ 28 ] |
| 2009 (28.ª) | Painted Skin                                       | Gordon Chan                                                                      | Golden Sun Films Holdings Ltd, MediaCorp Raintree Pictures Pte Ltd, NingXia Film Studio, Shanghai Film Group Corporation | [ 28 ] |
| 2009 (28.ª) | The Way We Are                                     | Ann Hui, Wong Yat Ping                                                           | Mega-Vision Pictures Ltd | [ 28 ] |
| 2010 (29.ª) | Shi yue wei cheng                                  | Peter Chan                                                                       | | [ 29 ] |
| 2010 (29.ª) | KJ: Music and Life                                 | Cheung King Wai                                                                  | | [ 29 ] |
| 2010 (29.ª) | Overheard                                          | Alan Mak, Felix Chong                                                            | | [ 29 ] |
| 2010 (29.ª) | Red Cliff II                                       | John Woo                                                                         | | [ 29 ] |
| 2010 (29.ª) | Shinjuku Incident                                  | Derek Yee                                                                        | | [ 29 ] |
| 2011 (30.ª) | Gallants                                           | Gordon Lam                                                                       | | [ 30 ] |
| 2011 (30.ª) | Detective Dee and the Mystery of the Phantom Flame | Tsui Hark, Nansun Shi and Peggy Lee                                              | | [ 30 ] |
| 2011 (30.ª) | Ip Man 2                                           | Raymond Wong                                                                     | | [ 30 ] |
| 2011 (30.ª) | Reign of Assassins                                 | John Woo, Terence Chang, Ivy Zhong, Tina Shi and Lorraine Hoh                    | | [ 30 ] |
| 2011 (30.ª) | The Stool Pigeon                                   | Albert Lee, Wang Zhonglei and Cheung Hong-tat                                    | | [ 30 ] |
| 2012 (31.ª) | A Simple Life                                      | Roger Lee, Ann Hui e Chan Pui Wah                                                | | [ 31 ] |
| 2012 (31.ª) | Life Without Principle                             | Johnnie To                                                                       | | [ 31 ] |
| 2012 (31.ª) | Flying Swords of Dragon Gate                       | Tsui Hark                                                                        | | [ 31 ] |
| 2012 (31.ª) | Overheard 2                                        | Derek Yee                                                                        | | [ 31 ] |
| 2012 (31.ª) | Let the Bullets Fly                                | Ma Ke, Albert Lee, Yin Homber, Barbie Tung & Zhao Haicheng                       | | [ 31 ] |
| 2013 (32.ª) | Cold War                                           | Bill Kong, Mathew Tang & Ivy Ho                                                  | | [ 32 ] |
| 2013 (32.ª) | Vulgaria                                           | Pang Ho-cheung & Subi Liang                                                      | | [ 32 ] |
| 2013 (32.ª) | Motorway                                           | Johnnie To                                                                       | | [ 32 ] |
| 2013 (32.ª) | The Bullet Vanishes                                | Derek Yee, Mandy Law, Zhang Zhao & Albert Lee                                    | | [ 32 ] |
| 2013 (32.ª) | The Viral Factor                                   | Candy Leung                                                                      | | [ 32 ] |
| 2014 (33.ª) | The Grandmaster                                    | Ng See-yuen, Megan Ellison & Wong Kar-wai                                        | | [ 33 ] |
| 2014 (33.ª) | Journey to the West: Conquering the Demons         | Stephen Chow & Wang Zhonglei                                                     | | [ 33 ] |
| 2014 (33.ª) | Unbeatable                                         | Candy Leung                                                                      | | [ 33 ] |
| 2014 (33.ª) | The Way We Dance                                   | Saville Chan & Roddy Wong                                                        | | [ 33 ] |
| 2014 (33.ª) | The White Storm                                    | Benny Chan                                                                       | | [ 33 ] |
| 2015 (34.ª) | The Golden Era                                     | Qin Hong                                                                         | | [ 34 ] |
| 2015 (34.ª) | Dearest                                            | Peter Chan & Hui Yuet-chun                                                       | | [ 34 ] |
| 2015 (34.ª) | Overheard 3                                        | Derek Yee & Ronald Wong                                                          | | [ 34 ] |
| 2015 (34.ª) | The Midnight After                                 | Amy Chin                                                                         | | [ 34 ] |
| 2015 (34.ª) | Aberdeen                                           | Kuo-fu Chen, Subi Liang, Ho-Cheung Pang & Zhonglei Wang                          | | [ 34 ] |
| 2016 (35.ª) | Ten Years                                          | Andrew Choi & Ng Ka Leung                                                        | Ten Years Studio Ltd | [ 35 ] |
| 2016 (35.ª) | Little Big Master                                  | Benny Chan Muk Shing, Alvin Lam Siu Keung, Stanley Tong Man Hong                 | Universe Entertainment Ltd, Sil-Metropole Organisation Ltd, Sun Entertainment Culture Ltd, One Cool Film Production Ltd, Beijing Monster Pictures Co Ltd, Yunnan Parashorea Cathayensis Culture Communication Co Ltd, Yinming Culture Communication Co Ltd, Foshan Join Media Group Co Ltd                                 | [ 35 ] |
| 2016 (35.ª) | The Taking of Tiger Mountain                       | Huang Jianxin                                                                    | Bona Film Group Co Ltd, Huaxia Film Distribution Co Ltd, August First Film Studio, Wanda Media Co Ltd, China Movie Channel, Youku Tudou Film Inc, Shanghai Real Thing Media Co Ltd, Dream Sky Film Co Ltd, Bona Entertainment Co Ltd                                                                                       | [ 35 ] |
| 2016 (35.ª) | Ip Man 3                                           | Raymond Wong                                                                     | Pegasus Motion Pictures (HK) Ltd, Dreams Salon Entertainment Culture Ltd, Starbright Communications Ltd, My Pictures Studio | [ 35 ] |
| 2016 (35.ª) | Port of Call                                       | Julia Chu, Esther Koo, Kingman Cho                                               | Mei Ah Film Production Co Ltd, Mei Ah Entertainment Development Inc | [ 35 ] |
| 2017 (36.ª) | Trivisa                                            | Johnnie To & Yau Nai-hoi                                                         | Media Asia Film Production Ltd & Beijing Hairun Pictures Co Ltd | [ 36 ] |
| 2017 (36.ª) | Soul Mate                                          | Peter Chan, Jojo Hui                                                             | We Pictures Ltd, JOYCORE Pictures (Shanghai) Co Ltd, J.Q. Pictures Ltd, Alibaba Pictures Group Ltd, Huoerguosi Jiamei Pictures Co Ltd, Sky Grant Entertainment Ltd, JOYCORE Communication Co Ltd, Shanghai SMG Pictures Co Ltd, Applause Media (Beijing) Ltd                                                               | [ 36 ] |
| 2017 (36.ª) | The Mermaid                                        | Stephen Chow, Y. Y. Kong                                                         | The Star Overseas Ltd, Alpha Pictures (Hong Kong) Ltd, China Film Co Ltd, Hehe (Shanghai) Film Corporation Ltd, Shannan Enlight Pictures Co Ltd, Shanghai New Culture Media Group Co Ltd, Shanghai Tianshi Culture Communication Co Ltd, China Cultural and Entertainment Fund L.P., Xiangshan Ze Yue Culture Media Co Ltd | [ 36 ] |
| 2017 (36.ª) | Cold War 2                                         | Bill Kong, Ivy Ho, Jiang Ping                                                    | Edko Films Ltd, Irresistible Beta Ltd, Edko (Beijing) Films Ltd, Tencent Penguin Pictures (Shanghai) Co Ltd, China Film Co Ltd | [ 36 ] |
| 2017 (36.ª) | Weeds on Fire                                      | Chan Hing-kai, O Sing-pui                                                        | Flash Glory Ltd | [ 36 ] |

## Ligações Externas
- Hong Kong Film Awards Official Site

Predefinição:PCHK para Melhor Filme